# کیشن تامپسون
کیشن تامپسون (انگلیسی: Kishane Thompson؛ زادهٔ ۱۷ ژوئیهٔ ۲۰۰۱) دونده سرعت اهل جامائیکا است.